# Woodrow Wilson
Thomas Woodrow Wilson (Staunton, Virgínia, EUA, 1856 - Washington DC, 1924) fou el 28è president dels Estats Units entre 1912 i 1920. La seva política fou clarament intervencionista a Iberoamèrica i es mostrà neutral durant la Primera Guerra Mundial fins al 1917. Fou guardonat amb el Premi Nobel de la Pau el 1919.

## Orígens i estudis
Nasqué el 28 de desembre de 1856 a la població de Stauton a l'estat nord-americà de Virgínia fill del Reverend presbiterià Joseph Ruggles Wilson i Janet Mary Woodrow. Tot i patir dislèxia aconseguí graduar-se el 1879 per entrar a la Universitat de Virgínia on estudià Dret.
El gener de 1882 Wilson obrí un bufet d'advocats a Atlanta, tot i que aquesta experiència no fou satisfactòria per a ell, tenint al cap una futura carrera política. Així tornà a la universitat per aconseguir un Doctorat en Ciències polítiques. El 1902 fou escollit President de la Universitat de Princeton, càrrec que desenvolupà fins al 1910.

## Carrera política
Durant la Guerra civil dels Estats Units Wilson veié un sistema polític decadent, considerant antiquada la Constitució, volent un sistema parlamentari per al seu país en substitució del sistema presidencial.
El 1911 fou escollit Governador de Nova Jersey pel Partit Demòcrata, càrrec que desenvolupà fins al 1913. El 1912 aconseguí guanyar la nominació pel Partit Demòcrata La ruptura entre el Roosevelt i Taft va provocar que Roosevelt es presentés a les eleccions presidencials dels Estats Units de 1912 cm a candidat del nou Partit Progressista, i la divisió va portar el demòcrata Wilson a convertir-se en el 28è President dels Estats Units.
En prendre possessió del seu càrrec un dels primers actes fou la seva assistència al Congrés dels Estats Units d'Amèrica per discutir una llei sobre les duanes. Wilson fou el primer president en un segle en adreçar-se directament al Congrés. Així mateix fou el primer a impulsar el sufragi universal directe per l'elecció dels senadors. El 10 d'octubre de 1913 accionà el botó d'explosió que donà inici a les obres del Canal de Panamà.

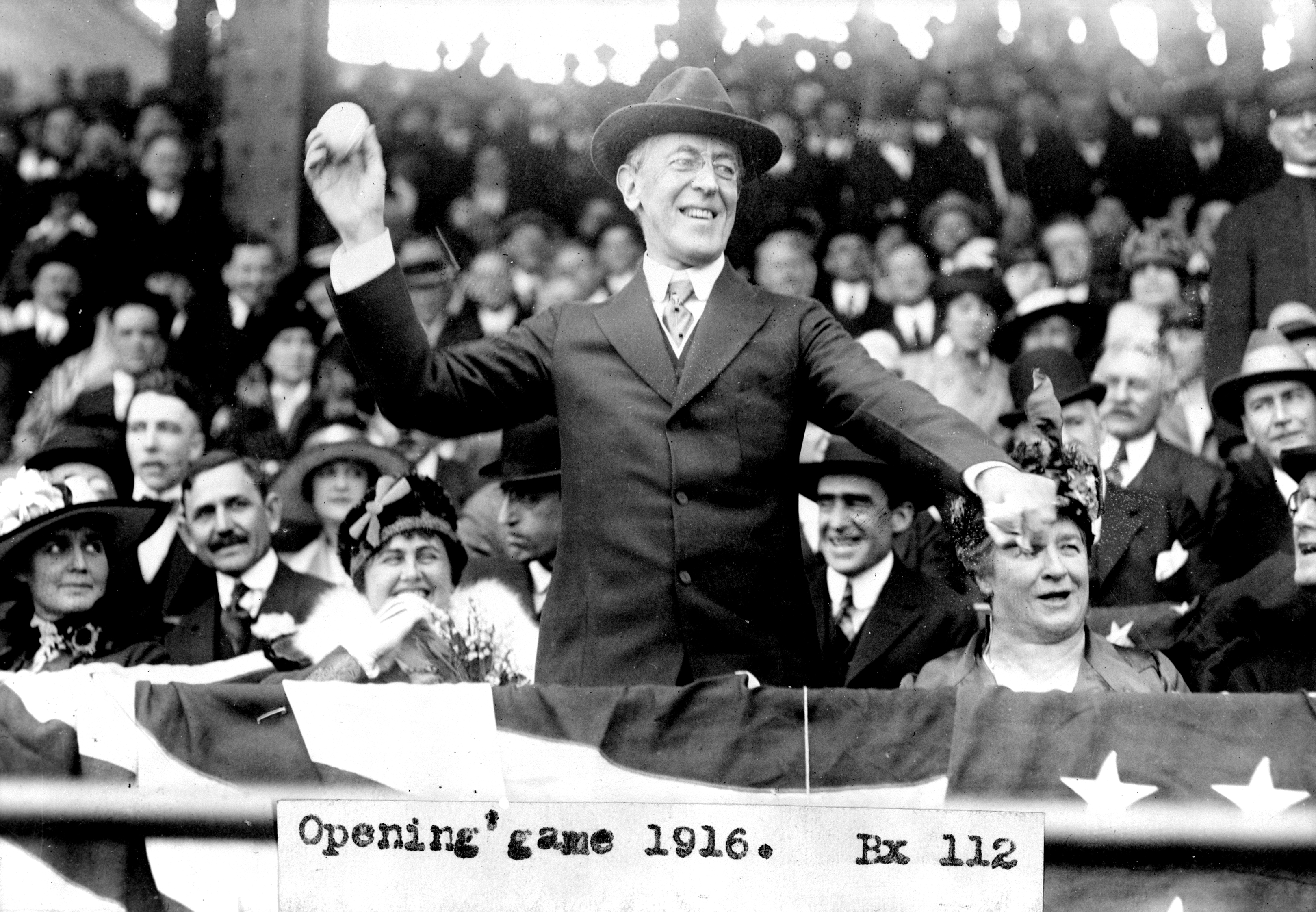
Wilson obrint la Lliga de Beisbol l'any 1916

La seva presidència fou marcada per l'intervencionisme vers Iberomèrica. Així intervingué el 1914 a Mèxic per fer dimitir el general colpista Huerta; el 1915 a Haití un cop assassinat el president Sam; el 1916 novament a Mèxic per la crida i cerca del bandoler Pancho Villa, intervenció que durà fins al 1917; el 1916 a la República Dominicana per establir l'ordre, fins al 1924.
Realitzà polítiques socials com l'establiment de les 8 hores de treball així com el Servei Nacional de Parcs Nacionals, afavorí la inserció de la minoria jueva a la vida política amb la designació del primer magistrat d'origen jueu. El 1917 instituí el servei militar obligatori, un servei que no havia tingut els EUA des de la Guerra de Secessió dels Estats Units. Aquell mateix any instaurà una de les lleis més ambicioses dels seus mandats, la prohibició de fabricació, transports i venda d'alcohol, iniciant-se així l'anomenada Llei seca.

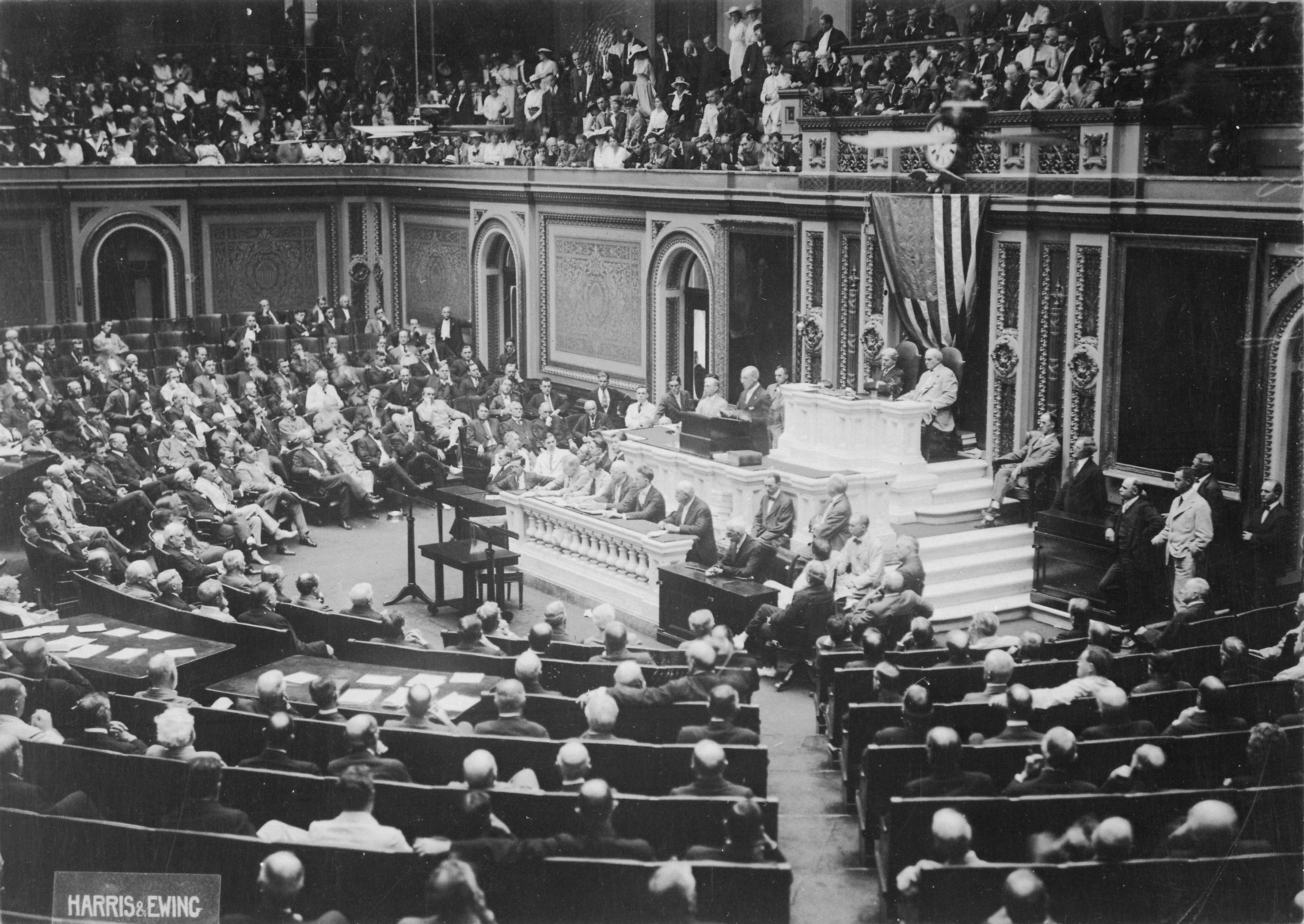
El president Wilson davant del Congrés anunciant el trencament oficial de relacions amb Alemanya, 3 de febrer de 1917.

Inicialment neutral en el conflicte armat de la Primera Guerra Mundial, no realitzà el primer gest de condemna del règim alemany fins a l'enfonsament del vaixell britànic RMS Lusitania el 7 de maig de 1915, on moriren 114 nord-americans. A principis de 1917, el Kaiser Guillem II va forçar la qüestió. La seva decisió declarada el 31 de gener de 1917, d'apuntar a la navegació neutral en una zona de guerra designada es va convertir en la causa immediata de l'entrada dels Estats Units a la guerra. Els alemanys van enfonsar deu vaixells mercants nord-americans des del 3 de febrer de 1917 fins al 4 d'abril de 1917, encara que les notícies sobre la goleta Marguerite no van arribar fins després que Wilson signés la declaració de guerra. L'opinió pública indignada va donar suport a Wilson de manera aclaparadora quan va demanar al Congrés una declaració de guerra el 2 d'abril de 1917. Va ser votat aprovat per una Sessió Conjunta (no només el Senat) el 6 d'abril de 1917, i Wilson el va signar la tarda següent. El 8 de gener de 1918 Wilson pronuncià al Congrés estatunidenc la llista de catorze punts de Wilson, condició necessària per a l'obtenció de la pau: 
- la fi de la diplomàcia secreta,
- la llibertat de navegació i comerç,
- la desaparició de les barreres econòmiques,
- la reducció dels armaments militars,
- reglamentació de les rivalitats colonials,
- l'evacuació de Rússia,
- la restitució de la sobirania a Bèlgica,
- la restitució d'Alsàcia i Lorena a França,
- el reajustament de les fronteres d'Itàlia,
- l'autonomia dels pobles de l'Imperi Austrohongarès,
- l'evacuació de Romania, Sèrbia i Montenegro,
- l'autonomia dels pobles de l'Imperi Otomà,
- la restitució de la sobirania de Polònia,
- la creació d'una Lliga de Nacions, materialitzada en la Societat de Nacions.

Tots aquests punts serviren per establir el Tractat de Versalles de 1919 que significà la fi de la Primera Guerra Mundial.
El 2 d'octubre de 1919 Wilson sofrí un accident vascular cerebral que el deixà immòbil. Aquest atac de feridura l'incapacità per a desenvolupar el seu càrrec presidencial, però el seu vicepresident Thomas Riley Marshall no utilitzà el dret vigent per aconseguir el poder, per la qual cosa Wilson fou president fins a les eleccions de 1921. Aquell mateix any fou guardonat amb el Premi Nobel de la Pau pel seu impuls a la Societat de Nacions i per la promoció de la pau després de la Primera Guerra Mundial mitjançant el Tractat de Versalles.
Wilson morí a Washington DC el 3 de febrer de 1924.

## Idealisme
El concepte de relacions internacionals, més conegut sota el nom d'idealisme wilsonià o wilsonianisme, resulta de la política del president Woodrow Wilson, que va portar a terme durant la seva presidència (1912-1919). La seva doctrina entra en contradicció amb la política neutral que va tenir els Estats Units al principi de la primera guerra mundial. Aquest idealisme es veu traduït en els 14 punts resultants del final del conflicte. En ells, Wilson hi exposa la voluntat d'un món, d'aquí el terme d'idealisme, on es respectés l'autodeterminació dels pobles i el lliure-comerç. Els 14 punts havien d'expressar aquesta idea amb la creació de la Societat de Nacions.

## Llegat

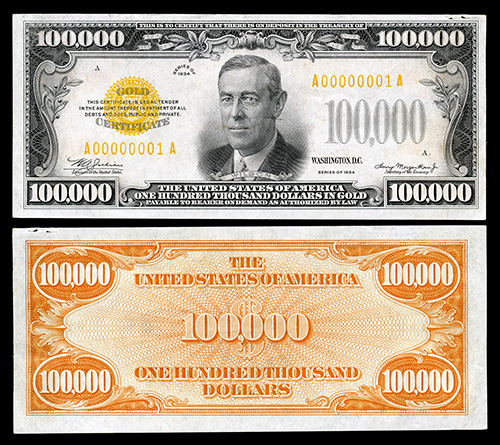
Un certificat d'or de 100.000 dòlars de 1934 que representa Wilson

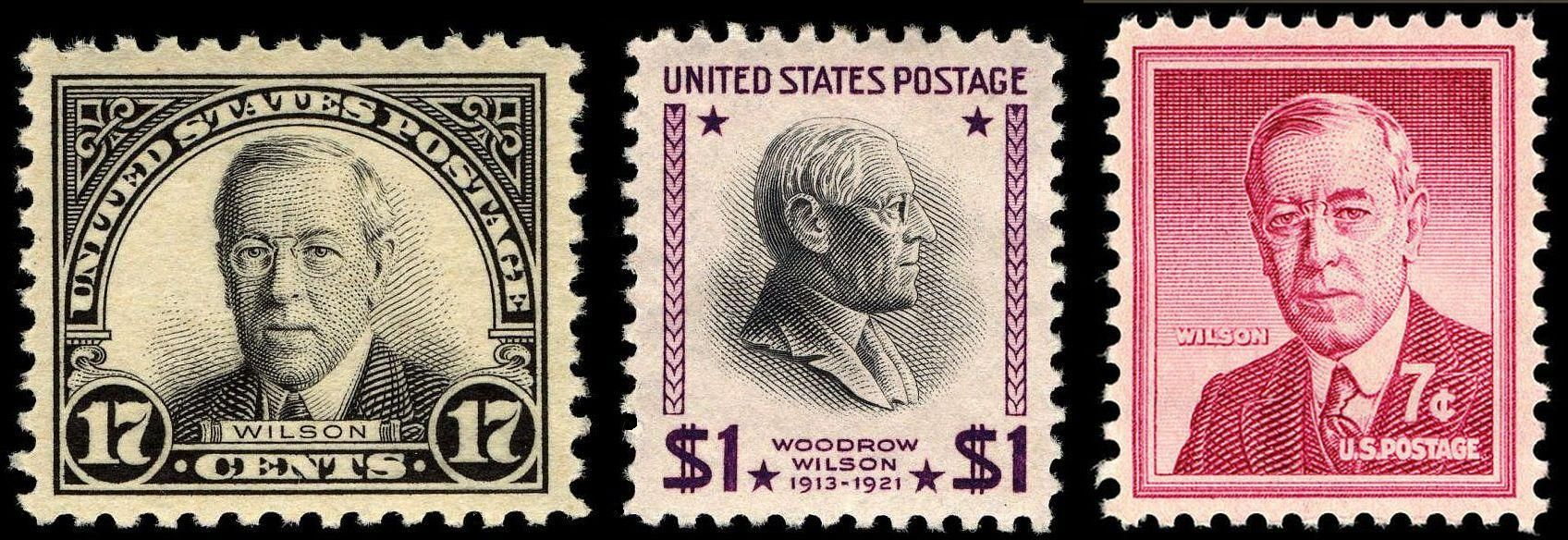
Segells postals dels EUA commemorant Wilson

Wilson és generalment classificat pels historiadors i els científics polítics com un president superior a la mitjana. Segons uns quants historiadors, Wilson, més que qualsevol dels seus predecessors, va fer passos cap a la creació d'un govern federal fort que protegís els ciutadans corrents contra el poder aclaparador de les grans corporacions. Generalment se'l considera una figura clau en l'establiment del liberalisme estatunidenc modern, i una forta influència en futurs presidents com Franklin D. Roosevelt i Lyndon B. Johnson. Cooper argumenta que en termes d'impacte i ambició, només el New Deal i la Great Society rivalitzen amb els èxits domèstics de la presidència de Wilson. Molts dels èxits de Wilson, incloses la Reserva Federal, la Comissió Federal de Comerç, l'impost sobre la renda graduat i les lleis laborals, van continuar influint als Estats Units molt després de la mort de Wilson.
Molts conservadors han atacat Wilson pel seu paper en l'expansió del govern federal. El 2018, el columnista conservador George Will va escriure a The Washington Post que Theodore Roosevelt i Wilson eren els progenitors de la presidència imperial actual. La política exterior idealista de Wilson, que va arribar a ser coneguda com a wilsonisme, també va projectar una llarga ombra sobre la política exterior estatunidenca, i la Societat de Nacions de Wilson va influir en el desenvolupament de les Nacions Unides. Saladin Ambar escriu que Wilson va ser el primer estadista de talla mundial que es va pronunciar no només contra l'imperialisme europeu, sinó també contra la nova forma de dominació econòmica que de vegades es descriu com imperialisme informal.
Malgrat els seus èxits al càrrec, Wilson ha rebut crítiques pel seu historial en relacions racials i llibertats civils, per les seves intervencions a Amèrica Llatina i per la seva incapacitat a aconseguir la ratificació del Tractat de Versalles. Malgrat les seves arrels del sud i el seu palmarès a Princeton, Wilson es va convertir en el primer demòcrata a rebre un suport ampli de la comunitat afroamericana en unes eleccions presidencials. Els partidaris afroamericans de Wilson, molts dels quals havien traspassat les línies del partit per votar-lo el 1912, es van trobar amargament decebuts per la presidència de Wilson, la seva decisió de permetre la imposició de Jim Crow dins de la burocràcia federal en particular.
Ross Kennedy escriu que el suport de Wilson a la segregació va complir amb l'opinió pública predominant. A. Scott Berg argumenta que Wilson va acceptar la segregació com a part d'una política per promoure el progrés racial... commocionant el sistema social el menys possible. El resultat final d'aquesta política van ser nivells de segregació sense precedents dins de la burocràcia federal i moltes menys oportunitats d'ocupació i promoció obertes als afroamericans que abans. L'historiador Kendrick Clements argumenta que "Wilson no tenia res del racisme cru i viciós de James K. Vardaman o Benjamin R. Tillman, però era insensible als sentiments i aspiracions afroamericanes". Un estudi de 2021 al Quarterly Journal of Economics va trobar que la segregació de la funció pública per part de Wilson va augmentar la bretxa de guanys entre blancs i negres en 3,4-6,9 punts percentuals, ja que els funcionaris negres existents es van veure conduïts a llocs menys remunerats. Els funcionaris negres que estaven exposats a les polítiques segregacionistes de Wilson van experimentar una disminució relativa de les taxes de propietat d'habitatges, amb proves suggerents d'efectes adversos duradors per als descendents d'aquests funcionaris negres. Arran del tiroteig de l'església de Charleston del 2015, algunes persones van exigir l'eliminació del nom de Wilson de les institucions afiliades a Princeton a causa de la seva posició sobre la raça.

### Memorials

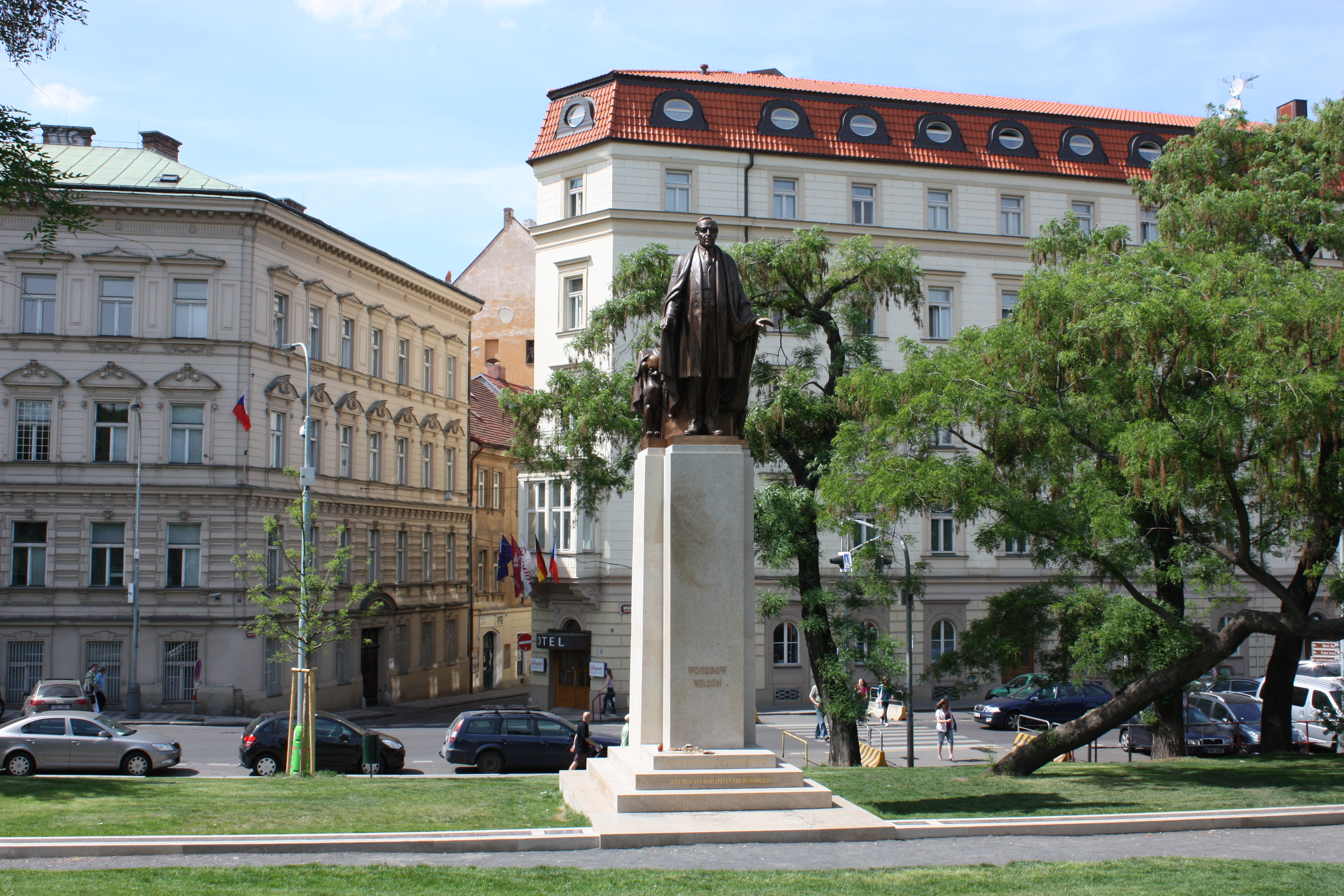
Monument a Woodrow Wilson a Praga, República Txeca

La Woodrow Wilson Presidential Library es troba a Staunton, Virgínia. La Woodrow Wilson Boyhood Home a Augusta, Geòrgia, i la Woodrow Wilson House a Washington, DC, són monuments històrics nacionals. La casa de la infància Thomas Woodrow Wilson a Columbia, Carolina del Sud, figura al Registre Nacional de Llocs Històrics. Shadow Lawn, la Casa Blanca d'estiu de Wilson durant el seu mandat, va passar a formar part de la Universitat de Monmouth el 1956 i va ser declarada Monument Històric Nacional el 1985. La Prospect House de Princeton, Nova Jersey, la residència de Wilson com a president de la Universitat de Princeton, ha estat nomenada Monument Històric Nacional. Els papers presidencials de Wilson i la seva biblioteca personal es troben a la Biblioteca del Congrés.
El Woodrow Wilson International Center for Scholars a Washington, DC, rep el nom de Wilson, i l’Escola d'Afers Públics i Internacionals de Princeton de la Universitat de Princeton va rebre el nom de Wilson fins al 2020, quan el consell d'administració de Princeton va votar per eliminar el nom de Wilson de l'escola. La Woodrow Wilson National Fellowship Foundation és una organització sense ànim de lucre que ofereix subvencions per a l'ensenyament de beques. La Woodrow Wilson Foundation es va establir per honrar el llegat de Wilson, però es va acabar el 1993. Un dels sis col·legis residencials de la Universitat de Princeton es va anomenar originalment Wilson College. Nombroses escoles, incloses diverses escoles secundàries, porten el nom de Wilson. Diversos carrers, inclosa la Rambla Presidente Wilson a Montevideo, Uruguai, han rebut el nom de Wilson. L’USS Woodrow Wilson, un submarí de classe Lafayette, va rebre el nom de Wilson. Altres coses anomenades per Wilson són el pont de Woodrow Wilson entre el comtat de Prince George, Maryland i Virgínia, i el Palau Wilson, que serveix com a seu temporal de l'Oficina de l'Alt Comissionat de les Nacions Unides per als Drets Humans a Ginebra fins al 2023 a finals de arrendament. Els monuments a Wilson són el Monument a Woodrow Wilson a Praga

### Cultura popular
El 1944, 20th Century Fox va llançar Wilson, una pel·lícula biogràfica sobre Wilson protagonitzada per Alexander Knox i dirigida per Henry King, considerada una representació idealista de Wilson. La pel·lícula va ser un projecte de passió personal del president i productor de l'estudi Darryl F. Zanuck, que era un profund admirador de Wilson. La pel·lícula va ser elogiada pels crítics de cinema i els partidaris de Wilson, i va obtenir deu nominacions als Premis de l'Acadèmia, guanyant cinc. Malgrat la seva popularitat entre les elits, Wilson va ser una bomba de taquilla, amb una pèrdua de gairebé 2 milions de dòlars per a l'estudi. Es diu que el fracàs de la pel·lícula va tenir un impacte profund i durador en Zanuck i cap estudi important no ha fet cap intent de crear una pel·lícula basada en la vida de Wilson.